# Jaime Chávarri de la Mora
Jaime Chávarri de la Mora (Madrid, 20 de març de 1943) és un director de cinema, guionista, director artístic i actor espanyol.

## Biografia
És fill de Tomas Chávarri i Ligues i de Marichu de la Mora Maura. Besnet de l'ex President del Govern Antonio Maura. Llicenciat en Dret. Va estudiar dos cursos a l'Escola Oficial de Cinematografia i es va encarregar de la crítica de cinema en la revista Film Ideal. Va començar la seva carrera rodant llargmetratges en super 8. Va ser ajudant d'adreça en algunes produccions i va treballar per a televisió. Encara que el seu primer llargmetratge va ser Run, Blancanieves, run (1967), la seva primera obra comercial va ser una obra difícil i d'ampli contingut autobiogràfic: Los viajes escolares (1973). Aquesta pel·lícula continuaria d'alguna manera en 1985 amb El río de oro. Cap de les dues pel·lícules va tenir èxit. Va ser també director artístic de Víctor Erice en El espíritu de la colmena i de Carlos Saura a Ana y los lobos.
La seva col·laboració amb el productor Elías Querejeta va donar lloc a la part més reconeguda i interessant de la seva producció, en la qual comptem amb un documental destrossador i càustic sobre la família del poeta Leopoldo Panero, El desencanto (1976), una reflexió sobre la decadència i el pas del temps, A un dios desconocido, i una excel·lent i desconcertant pel·lícula, Dedicatoria, en la qual el protagonista encarna a un periodista que ha d'entrevistar a un pres.
Després d'aquesta etapa de col·laboració amb Querejeta, duu a terme adaptacions d'obres literàries de Llorenç Vilallonga (Bearn o La sala de les nines), Fernando Fernán Gómez (Las bicicletas son para el verano) i Pablo Sorozábal (Tierno verano de lujurias y  azoteas). Aquestes pel·lícules seran produïdes per Alfredo Matas.
En 1984 té un petit paper com a actor en la pel·lícula de Pedro Almodóvar ¿Qué he hecho yo para merecer esto?, protagonitzada per Carmen Maura. En 1996 apareix en el video Y sin embargo te quiero de Joaquín Sabina al costat d'Olga Román.
Chávarri roda també dos musicals protagonitzats per Ángela Molina -amb qui ha treballat fins a en cinc ocasions- i Manuel Bandera, Las cosas del querer (1989) i la seva seqüela (1995). Després d'una etapa en la qual les seves pel·lícules tenen menor repercussió comercial, amb l'excepció de Besos para todos (2000), roda en 2005 una pel·lícula sobre la vida del cantaor flamenc Camarón de la Isla (Camarón).
Igualment ha desenvolupat una carrera com a director teatral, que inclou muntatges com Tres dones altes (1995), d'Edward Albee o La prueba (2001), de David Auburn.

## Filmografia
| Any  | Títol                                         | Notes                                    |
| ---- | --------------------------------------------- | ---------------------------------------- |
| 1973 | Los viajes escolares                          |                                          |
| 1976 | El desencanto                                 | Documental                               |
| 1977 | A un dios desconocido                         |                                          |
| 1979 | Cuentos para una escapada                     | Segment The deaf woman                   |
| 1979 | Cuentos eróticos                              | Segment Pequeño planeta                  |
| 1980 | Dedicatoria                                   | Nominació − Palma d'Or                   |
| 1982 | Bearn o la sala de las muñecas                |                                          |
| 1983 | Las bicicletas son para el verano             |                                          |
| 1985 | El río de oro                                 |                                          |
| 1989 | Las cosas del querer                          | Nominació − Goya al millor guió original |
| 1993 | Tierno verano de lujurias y azoteas           |                                          |
| 1995 | Las cosas del querer. Segunda parte           |                                          |
| 1996 | Gran slalom                                   |                                          |
| 1997 | Sus ojos se cerraron y el mundo sigue andando |                                          |
| 2000 | Besos para todos                              | Nominació − Goya al millor director      |
| 2004 | El año del diluvio                            | Nominació − Goya al millor guió adaptat  |
| 2004 | Madrid M11: We Were All on That Train         | Segment "Doce de octubre"                |
| 2005 | Camarón                                       |                                          |